# John Sewell
Ne doit pas être confondu avec John Sewel.
John Sewell (23 avril 1882 - 18 juillet 1947) est un tireur à la corde britannique.
Il participe aux Jeux olympiques de 1912 avec l'équipe de la Police de Londres de tir à la corde et remporte la médaille d'or. En 1920, il remporte la médaille d'or de la même discipline avec l'équipe britannique.